# Convergencia Social
Die Convergencia Social (deutsch: „Soziale Konvergenz“) abgekürzt CS war eine politische Partei in Chile. Seit ihrer Gründung war sie Teil der Parteienkoalition Frente Amplio, seit 2021 auch der Koalition Apruebo Dignidad. Die Convergencia Social war in der politischen Linken zu verorten.

## Geschichte
Vor allem während der Schüler- und Studentenproteste in Chile 2011–2012 bildeten sich mehrere linksgerichtete Bewegungen, die sich für Reformen im Bildungswesen und gegen die aktuelle Politik der Concertación und der PPD einsetzten. Unter ihnen waren die Studentenführer Gabriel Boric und Giorgio Jackson. Beide konnten bei den Parlamentswahlen 2013 als unabhängige Kandidaten Mandate im Abgeordnetenhaus erringen und schließlich mit anderen linken Bewegungen 2017 die Koalition Frente Amplio gründen.
Nach den Parlamentswahlen 2017, bei denen die Frente Amplio Gewinne verzeichnen konnte, kamen erste Gespräche zwischen Vertretern der Bewegungen „Movimiento Autonomista“, „Izquierda Libertaria“, „Nueva Democracia“ und „Socialismo y Libertad“ zur Gründung einer neuen Partei innerhalb der Koalition. So kam es schließlich am 11. November 2018 im Huemul-Theater in Santiago de Chile zur Gründung der Partei Convergencia Social. Im Mai 2019 fanden erste Vorstandswahlen statt, bei denen sich Gael Yeomans unter anderem gegen Stephanie Peñazola sowie Gewerkschaftsführer Cristián Cuevas durchsetzte.
Bereits im November des Jahres 2019 gab es erste parteiinterne Streitigkeiten, nachdem der Abgeordnete Gabriel Boric das „Acuerdo por la Paz y una Nueva Constitución“ unterzeichnet hatte. Dieses Abkommen, welches mehrere Parteien als Reaktion auf die sozialen Proteste 2019 zur Schaffung einer neuen Verfassung vorgeschlagen hatten, ging parteiintern vielen nicht weit genug. So traten als Reaktion auf die Unterstützung des Abkommens durch Boric vor allem linkslibertäre Kräfte wie Cuevas oder der Bürgermeister von Valparaíso Jorge Sharp aus der Partei aus.
Im August 2020 wurde mit Alondra Arellano eine neue Parteivorsitzende gewählt. Da sie zum Zeitpunkt der Wahl gerade einmal 22 Jahre alt war, wurde sie zur jüngsten Vorsitzenden einer Partei in Chile aller Zeiten. Anfang 2021 trat die Partei sowohl zusammen mit dem Frente Amplio der neuen Koalition Apruebo Dignidad als auch der Progressiven Internationalen, einer Vereinigung progressiver politischer Kräfte, bei.

Logo von Borics Präsidentschaftskampagne

Zur Präsidentschaftswahl 2021 präsentierte die Partei erstmals einen eigenen Kandidaten für die Präsidentschaft, den Abgeordneten Gabriel Boric. Er wurde von den weiteren Parteien der Frente Amplio unterstützt und trat somit bei einer Vorwahl innerhalb der Koalition Apruebo Dignidad gegen Daniel Jadue, den Kandidaten der Kommunistischen Partei und Koalition Chile Digno an. Letzten Endes setzte sich Boric mit gut 60 % der Stimmen durch und wurde somit direkt für den 1. Wahlgang am 21. November 2021 zugelassen. Auch in den Umfragen lag Boric über Monate vor der Wahl in Führung, ehe er kurz vor der Wahl von José Antonio Kast vom rechten Bündnis Frente Social Cristiano eingeholt wurde. Letzten Endes erreichte Boric mit 25,83 % der Stimmen den zweiten Platz hinter Kast und qualifizierte sich somit für die Stichwahl. Bei dieser konnte er vor allem auch die Stimmen der gemäßigten Linken gewinnen und setzte sich so am Ende mit 55,87 % der Stimmen gegen seinen Gegenkandidaten durch. Erstmals seit der Rückkehr zur Demokratie stammt dadurch der Präsident nicht aus dem Mitte-Links- oder Mitte-Rechts-Lager. Bei den gleichzeitig stattfindenden Parlamentswahlen konnte die Partei erstmals auch mit neun Abgeordneten in die Abgeordnetenkammer einziehen. Allerdings verpassten die Kandidaten der Partei den Sprung in den Senat.
Am 19. April 2024 Fusionierte die Convergencia Social mit der Partei Demokratische Revolution, um eine neue Gemeinschaft namens Frente Amplio zu schaffen, die die gleichnamige Koalition als Partei ersetzen soll.

## Parteiziele
Die Convergencia Social war eine linke Partei, die sich für eine sozialistische, demokratische, freiheitliche und feministische Gesellschaft einsetzt. Sie setzte sich für die Vergesellschaftung von Produktionsstätten und die Stärkung sozialer Rechte ein. Daneben waren die Geschlechtergleichheit und die Stärkung von Minderheiten, wie etwa den Indigenen Chiles wichtige Punkte für die Partei.

## Mitglieder

### Präsidenten der Partei
| Name             | Foto | Beginn der Amtszeit | Ende der Amtszeit |
| ---------------- | ---- | ------------------- | ----------------- |
| Gael Yeomans     |      | 16. Mai 2019        | 10. August 2020   |
| Alondra Arellano |      | 10. August 2020     |                   |

### Präsidenten von Chile

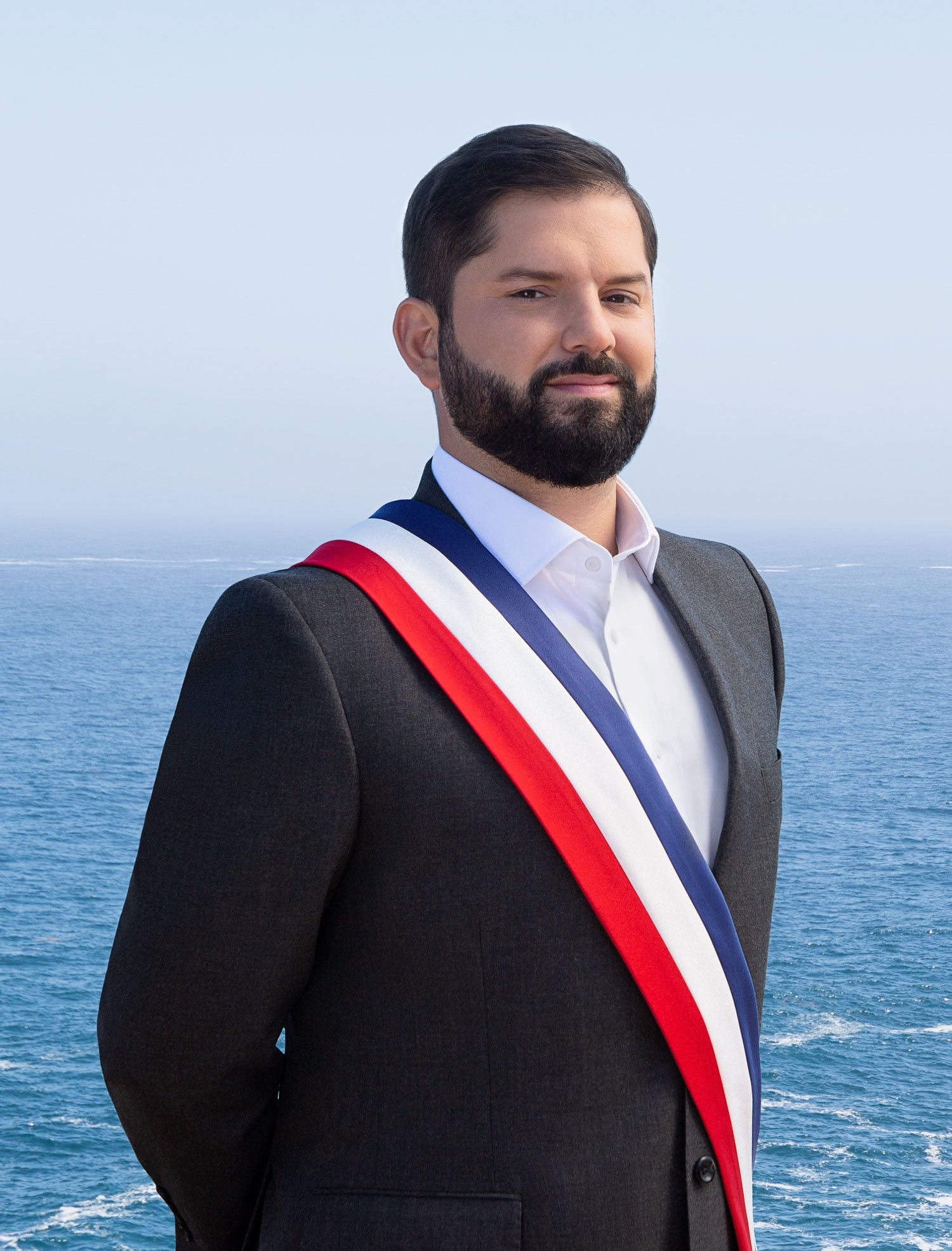
Gabriel Boric, seit 2022

### Abgeordnete
Die folgenden Personen vertreten die Convergencia Social im Abgeordnetenhaus in der Wahlperiode 2022–2026. Neben den fünf Parteimitgliedern sind vier weitere unabhängige Kandidaten auf der Liste der Convergencia Social gewählt worden, eine weitere unabhängige Abgeordnete ist später übergetreten.
| Name             | Región        | Wahldistrikt |
| ---------------- | ------------- | ------------ |
| Diego Ibáñez     | Valparaíso    | 6            |
| Francisca Bello  | Valparaíso    | 6            |
| Gonzalo Winter   | Metropolitana | 10           |
| Gael Yeomans     | Metropolitana | 13           |
| Marcela Riquelme | O’Higgins     | 15           |

Daneben vertreten die folgenden Personen die Partei in der Verfassunggebenden Versammlung:
| Name                | Región        | Wahldistrikt |
| ------------------- | ------------- | ------------ |
| Constanza Schönhaut | Metropolitana | 11           |
| Ignacio Achurra     | Metropolitana | 14           |
| Yarela Gómez        | Aysén         | 27           |

### Bürgermeister
Seit der Munizipalwahl 2021 sind in drei Gemeinden Bürgermeister der Convergencia Social.
| Name               | Gemeinde   | Region        |
| ------------------ | ---------- | ------------- |
| Erika Martinez     | San Miguel | Metropolitana |
| Lorena Olavarría   | Melipilla  | Metropolitana |
| Valeria Melipillan | Quilpué    | Valparaíso    |

## Wahlergebnisse

### Präsidentschaftswahlen
|  |  |

|  |  |

### Parlamentswahlen
|  |  |

|  |  |

### Wahlen zur Verfassunggebenden Versammlung
| Wahl | Stimmen | % der Stimmen   | Sitze |
| ---- | ------- | --------------- | ----- |
| 2021 | 184.327 | \| \| \| 3,23 % | 3/155 |
|      |         |                 |       |

### Munizipalwahlen
|  |  |

|  |  |

### Regionalratswahlen
| Wahl | Stimmen | % der Stimmen   | Sitze  |
| ---- | ------- | --------------- | ------ |
| 2021 | 217.259 | \| \| \| 3,54 % | 10/302 |
|      |         |                 |        |